# WABA liga 2017-2018
La Lega Adriatica di pallacanestro femminile 2017-2018 è stata la diciassettesima edizione della competizione. Hanno partecipato dodici squadre provenienti dalle seguenti sette nazioni: Serbia, Croazia, Montenegro, Bosnia aed Erzegovina, Bulgaria, Turchia e Slovenia.
Il torneo è stato vinto dalle montenegrine del Budućnost Podgorica.

## Regolamento
Le 12 squadre partecipanti alla stagione regolare sono divise in due gironi da 6, con partite di andata e ritorno per un totale di 10 giornate.
Le prime 4 di ogni girone si qualificano al girone denominato Ligue 8, le prime 4 accedono alle final four.

## Squadre partecipanti
| Nazione              | Numero | Squadre               | Squadre         | Squadre          |
| -------------------- | ------ | --------------------- | --------------- | ---------------- |
| Croazia              | 3      | Medveščak             | Trešnjevka 2009 | Ragusa Dubrovnik |
| Serbia               | 3      | Crvena zvezda         | Partizan 1953   | Kraljevo         |
| Bulgaria             | 2      | Montana 2003          | Beroe           |                  |
| Slovenia             | 1      | Cinkarna Celje        |                 |                  |
| Montenegro           | 1      | Budućnost Bemax       |                 |                  |
| Bosnia ed Erzegovina | 1      | Play Off Ultra        |                 |                  |
| Turchia              | 1      | İstanbul Üniversitesi |                 |                  |

## Regular season
Le partite si sono disputate dal 4 ottobre al 21 dicembre 2017.

### Gruppo A
Classifica
|    | Squadra               | P.ti | G  | V | P  | PF  | PS  | DP   |
| -- | --------------------- | ---- | -- | - | -- | --- | --- | ---- |
| 1. | Budućnost Bemax       | 18   | 10 | 8 | 2  | 749 | 527 | +222 |
| 2. | Crvena zvezda         | 18   | 10 | 8 | 2  | 812 | 602 | +210 |
| 3. | Trešnjevka 2009       | 15   | 10 | 5 | 5  | 689 | 703 | -14  |
| 4. | Beroe                 | 15   | 10 | 5 | 5  | 748 | 707 | +41  |
| 5. | Play Off Ultra        | 14   | 10 | 4 | 6  | 714 | 744 | -30  |
| 6. | İstanbul Üniversitesi | 10   | 10 | 0 | 10 | 478 | 907 | -429 |

      qualificate al girone da 8 (Ligue 8).
Risultati
| BUD   | CZV    | TRE   | BER   | PLA   | IST    |
| ----- | ------ | ----- | ----- | ----- | ------ |
|       | 61-52  | 80-49 | 72-49 | 70-51 | 97-33  |
| 70-65 |        | 80-52 | 95-64 | 79-58 | 84-40  |
| 62-57 | 69-72  |       | 56-69 | 86-77 | 88-59  |
| 59-81 | 84-78  | 72-86 |       | 78-83 | 105-46 |
| 64-79 | 64-82  | 79-77 | 68-76 |       | 80-69  |
| 38-87 | 45-120 | 58-64 | 42-92 | 48-90 |        |

### Gruppo B
Classifica
|    | Squadra        | P.ti | G  | V | P | PF  | PS  | DP   |
| -- | -------------- | ---- | -- | - | - | --- | --- | ---- |
| 1. | Cinkarna Celje | 19   | 10 | 9 | 1 | 827 | 598 | +229 |
| 2. | Partizan       | 17   | 10 | 7 | 3 | 705 | 668 | +37  |
| 3. | Montana 2003   | 17   | 10 | 7 | 3 | 788 | 672 | +116 |
| 4. | Medveščak      | 14   | 10 | 4 | 6 | 655 | 641 | +14  |
| 5. | Kraljevo       | 12   | 10 | 2 | 8 | 571 | 734 | -163 |
| 6. | Ragusa         | 11   | 10 | 1 | 9 | 553 | 786 | -233 |

      qualificate al girone da 8 (Ligue 8).
Risultati
| CEL   | PAR   | MON   | MED   | KRA    | RAG   |
| ----- | ----- | ----- | ----- | ------ | ----- |
|       | 68-62 | 68-65 | 77-67 | 101-47 | 99-41 |
| 65-76 |       | 77-74 | 65-61 | 69-58  | 71-56 |
| 82-78 | 71-77 |       | 82-68 | 82-61  | 96-74 |
| 59-86 | 82-65 | 54-73 |       | 59-43  | 68-47 |
| 53-84 | 61-89 | 55-79 | 60-57 |        | 66-44 |
| 57-90 | 61-65 | 60-84 | 43-80 | 70-67  |       |

## Ligue 8
Ogni squadra gioca ulteriori otto gare contro le quattro squadre non facenti parte del suo girone della regular season.
Le partite si sono disputate dal 10 gennaio al 15 marzo 2018.
Classifica
|    | Squadra         | P.ti | G  | V  | P  | PF   | PS   | DP   |
| -- | --------------- | ---- | -- | -- | -- | ---- | ---- | ---- |
| 1. | Cinkarna Celje  | 25   | 14 | 11 | 3  | 1064 | 881  | +183 |
| 2. | Budućnost Bemax | 24   | 14 | 10 | 4  | 986  | 800  | +186 |
| 3. | Montana 2003    | 23   | 14 | 9  | 5  | 1055 | 948  | +107 |
| 4. | Crvena zvezda   | 22   | 14 | 8  | 6  | 994  | 941  | +53  |
| 5. | Partizan        | 20   | 14 | 6  | 8  | 911  | 992  | -81  |
| 6. | Beroe           | 18   | 14 | 4  | 10 | 878  | 973  | -95  |
| 7. | Medveščak       | 18   | 14 | 5  | 9  | 805  | 909  | -104 |
| 8. | Trešnjevka 2009 | 17   | 14 | 3  | 11 | 804  | 1053 | -249 |

      qualificate alle final four.
Risultati
| CEL    | BUD   | MON   | CZV   | PAR   | BER   | MED   | TRE   |
| ------ | ----- | ----- | ----- | ----- | ----- | ----- | ----- |
|        | 59-51 | -     | 80-63 | -     | 93-63 | -     | 86-52 |
| 59-50  |       | 76-63 | -     | 77-49 | -     | 77-59 | -     |
| -      | 67-61 |       | 81-56 | -     | 79-74 | -     | 82-51 |
| 79-71  | -     | 71-73 |       | 78-61 | -     | 70-53 | -     |
| -      | 62-81 | -     | 55-72 |       | 67-65 | -     | 77-46 |
| 60-67  | -     | 76-70 | -     | 65-66 |       | 20-0  | -     |
| -      | 50-88 | -     | 72-58 | -     | 63-58 |       | 56-50 |
| 54-105 | -     | 61-93 | -     | 76-63 | -     | 40-61 |       |

## Classifica 9º-12º posto

### Finale 9º posto
La gara di andata si è giocata il 2 febbraio, il ritorno il 7 marzo 2018.
| Squadra 1 | Totale    | Squadra 2      | Andata  | Ritorno |
| --------- | --------- | -------------- | ------- | ------- |
| Kraljevo  | 150 - 163 | Play Off Ultra | 88 - 93 | 62 - 70 |

### Finale 11º posto
La gara di andata si è giocata il 6 marzo, il ritorno il 14 marzo 2018.
| Squadra 1             | Totale    | Squadra 2 | Andata  | Ritorno |
| --------------------- | --------- | --------- | ------- | ------- |
| İstanbul Üniversitesi | 100 - 135 | Ragusa    | 49 - 67 | 51 - 68 |

## Final Four
Le gare si sono disputate a Montana in Bulgaria il 24 marzo e il 25 marzo 2018.
|  | Semifinali      | Semifinali      | Semifinali      |                 |       | Finale          | Finale          | Finale          |  |
|  |                 |                 |                 |                 |       |                 |                 |                 |  |
|  | Celje           | Celje           | 77              |                 |       |                 |                 |                 |  |
|  | Celje           | Celje           | 77              |                 |       |                 |                 |                 |  |
|  | Crvena zvezda   | Crvena zvezda   | 55              |                 |       |                 |                 |                 |  |
|  | Crvena zvezda   | Crvena zvezda   | 55              |                 | Celje | Celje           | 68              |                 |  |
|  |                 |                 |                 |                 | Celje | Celje           | 68              |                 |  |
|  |                 |                 | Budućnost Bemax | Budućnost Bemax | 71    |                 |                 |                 |  |
|  | Budućnost Bemax | Budućnost Bemax | Budućnost Bemax | Budućnost Bemax | 71    | 74              |                 |                 |  |
|  | Budućnost Bemax | Budućnost Bemax |                 |                 |       | 74              |                 |                 |  |
|  | Montana 2003    | Montana 2003    | 67              |                 |       | Finale 3º posto | Finale 3º posto | Finale 3º posto |  |
|  | Montana 2003    | Montana 2003    | 67              |                 |       |                 |                 |                 |  |
|  |                 |                 |                 |                 |       |                 |                 |                 |  |
|  |                 |                 |                 |                 |       | Crvena zvezda   | Crvena zvezda   | 69              |  |
|  |                 |                 |                 |                 |       | Crvena zvezda   | Crvena zvezda   | 69              |  |
|  |                 |                 |                 |                 |       | Montana 2003    | Montana 2003    | 77              |  |

## Verdetti
- Vincitrice:  Budućnost Bemax (2º titolo)
Formazione:[5] Sanja Orozović, Nikolina Babić, Božica Mujović, Maryia Filonchyk,[6] Rachel Hollivay,[6] Andzelika Mitrasinovik, Andjela Bigović, Anja Tomašević, Andrea Jovićević, Kristina Topuzović, Tatjana Tatar, Milena Jakšić, Marie Lashavn Malone,[7] Ksenija Šćepanović, Nikolina Džebo,[8] Tamara Kapor, Sara Mirotić. Allenatore: Goran Bošković.

### Classifica finale
| Pos. | Squadra               |
| ---- | --------------------- |
| 1    | Budućnost Bemax       |
| 2    | Celje                 |
| 3    | Montana 2003          |
| 4    | Crvena zvezda         |
| 5    | Partizan              |
| 6    | Beroe                 |
| 7    | Medveščak             |
| 8    | Trešnjevka 2009       |
| 9    | Play Off Ultra        |
| 10   | Kraljevo              |
| 11   | Ragusa                |
| 12   | İstanbul Üniversitesi |